# 寅次郎的故事28 寅次郎纸帆船
《寅次郎的故事28 寅次郎纸風船》（日語：男はつらいよ 寅次郎紙風船）是一部1981年上映的日本喜剧电影，亦是《寅次郎的故事系列》的第二十八部剧场版作品。由山田洋次导演，渥美清、倍赏千惠子、前田吟、下条正巳、三崎千惠子及音无美紀子等等主演。于1981年12月28日上映。

## 剧情简介
寅次郎接到了小学同学聚会的通知，如今大家大都有了家庭和孩子，又有了稳定、体面的工作，叔叔担心寅次郎会联想到自己不大满意的生活现状，生发出不必要的惆怅和烦恼来。果然，到场的同学们对他并不友好，有人甚至出言不逊，伤害了寅次郎的自尊，他只有借酒浇愁，大醉而归，让银屋的人非常担心。受了一番刺激的寅次郎又离家远游以驱散不快，旅途中遇到了离开学校的爱子。经过反思，寅次郎这才意识到，自己所以有今天，全靠一家人的关爱和关心，所以他要重新做人，以报答爱护他的家人。对于他来说，首要的事情是要有一份稳定的工作。

## 主要演员
- 车寅次郎：渥美清
- 诹访樱：倍赏千惠子
- 车龙造：下条正巳
- 车つね：三崎千惠子
- 诹访博：前田吟
- たこ社长：太宰久雄
- 源公：佐藤蛾次郎
- 御前样：笠智众
- 栋梁：犬冢弘
- 柳：前田武彦
- 安夫：东八郎
- 小田岛健吉：地井武男
- 仓富常三郎：小沢昭一
- 小田岛爱子：岸本加世子
- 仓富光枝：音无美紀子
- 满男：吉冈秀隆
- 客栈（夜明）的女佣：杉山德子
- 客栈（秋月）的女佣：谷よしの
- 客栈（本乡）的客人：关敬六

## 奖项
该电影荣获第37届毎日电影奖的最佳日本电影奖。
- 第37届毎日电影奖之最佳日本电影奖

### 英文
- . 英国电影协会.   [2014-03-01]. （原始内容存档于2014-03-06） （英语）.
- . Complete Index to World Film.   [2014-03-01]. （原始内容存档于2014-03-04） （英语）.
- 互联网电影数据库（IMDb）上《Otoko wa tsurai yo: Torajiro kamifusen (1981)》的资料（英文）
- Galbraith IV, Stuart. . DVD Talk. 2007-04-03  [2014-03-01]. （原始内容存档于2014-03-06） （英语）.

### 德文
- . www.molodezhnaja.ch.   [2014-03-01]. （原始内容存档于2013-05-20） （德语）.

### 日文
- . www.allcinema.net.   [2014-03-01]. （原始内容存档于2013-12-07） （日语）.
- . 日本电影院数据库（日本文化厅）.   [2014-03-01]. （原始内容存档于2014-03-05） （日语）. 外部链接存在于|publisher= (帮助)
- . 日本电影数据库.   [2014-03-01]. （原始内容存档于2013-11-05） （日语）.
- . 电影旬报.   [2014-03-01]. （原始内容存档于2012-03-09） （日语）.

### 中文
- . 豆瓣电影.   [2014-03-01]. （原始内容存档于2014-03-05）.